# クデワタン

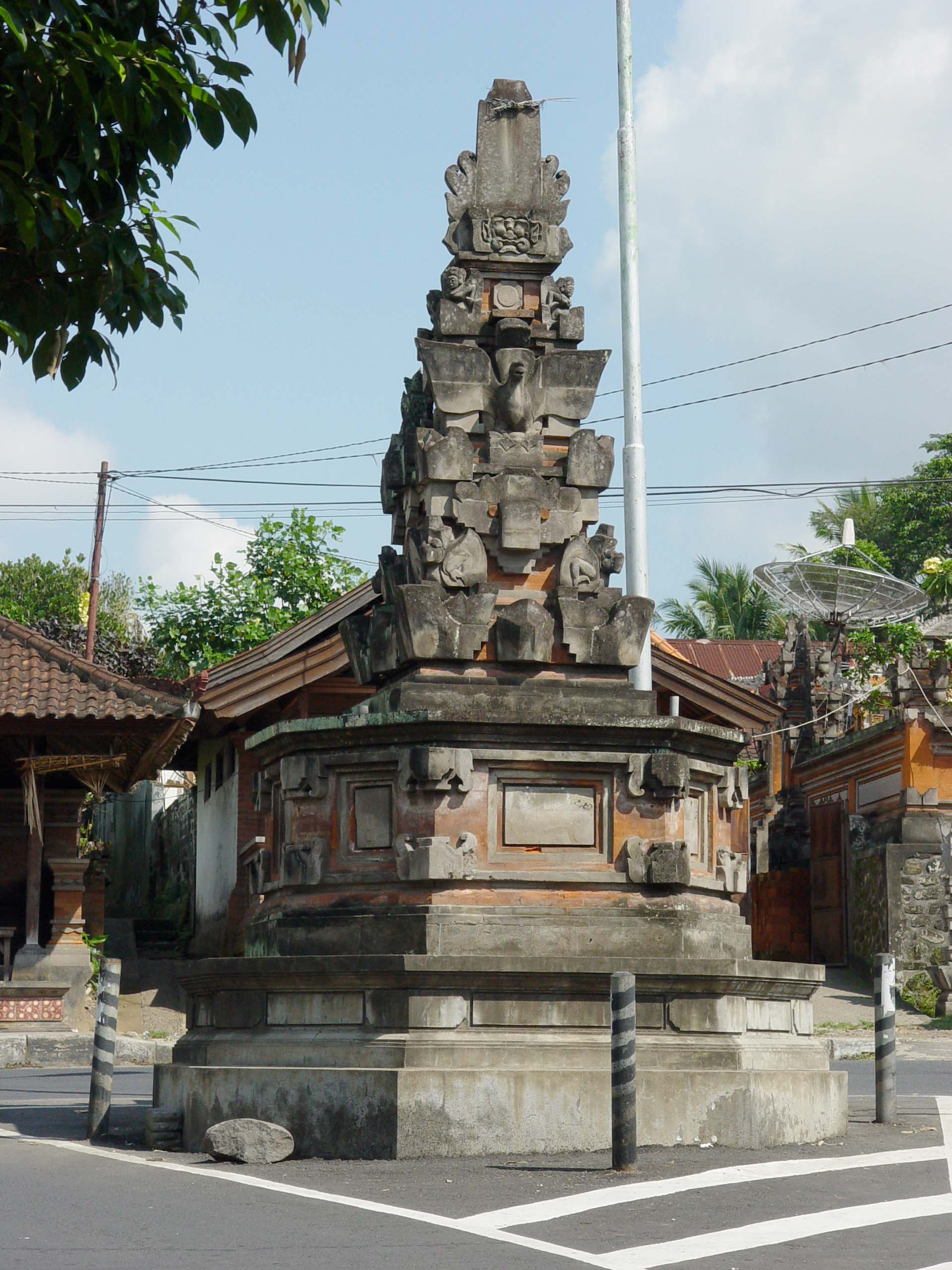
クデワタン通りとラヤサンギガン通りの交差点

クデワタン村(Desa Kedewatan)は、インドネシア共和国バリ州ギャニャール県ウブド郡の村。ウブド郡の中心であるウブド村の西にあたるサヤン村のさらに北に位置する。村の東にはウォス川が、西には、アユン川が、渓谷を刻んでいる。アユン川の対岸はバドゥン県である。このように、村は、東西にそれぞれ深い谷を持った、南北に長い舌状台地の一部に位置する。南隣のサヤン村とは、クデワタン通りが南北に通じ、市街が切れ目なく続いている。
ウブド中心部から西にラヤ・ウブド通りを通ってウォス川を渡ると、サヤン村の東部にはいるが、この付近をチャンプアンという。さらにこの道（チャンプアン通りと名前を変えている）を北に進むとクデワタン村の東部に入り、ネカ美術館を中心として多くのギャラリーが並ぶ。ネカ美術館は、絵画コレクターのステジャ・ネカが所蔵していた絵画を、6つの展示館に展示する美術館である。
チャンプアン通りは道なりに西に向きを変え、ラヤサンギガン通りとなってルンシアカン地区を貫く。この道がクデワタン通りに突き当たったあたりが、クデワタンの中心街である。この道ぞいにはホテルが建てられ、ウブド観光の一翼を担っている。

## ギャラリー

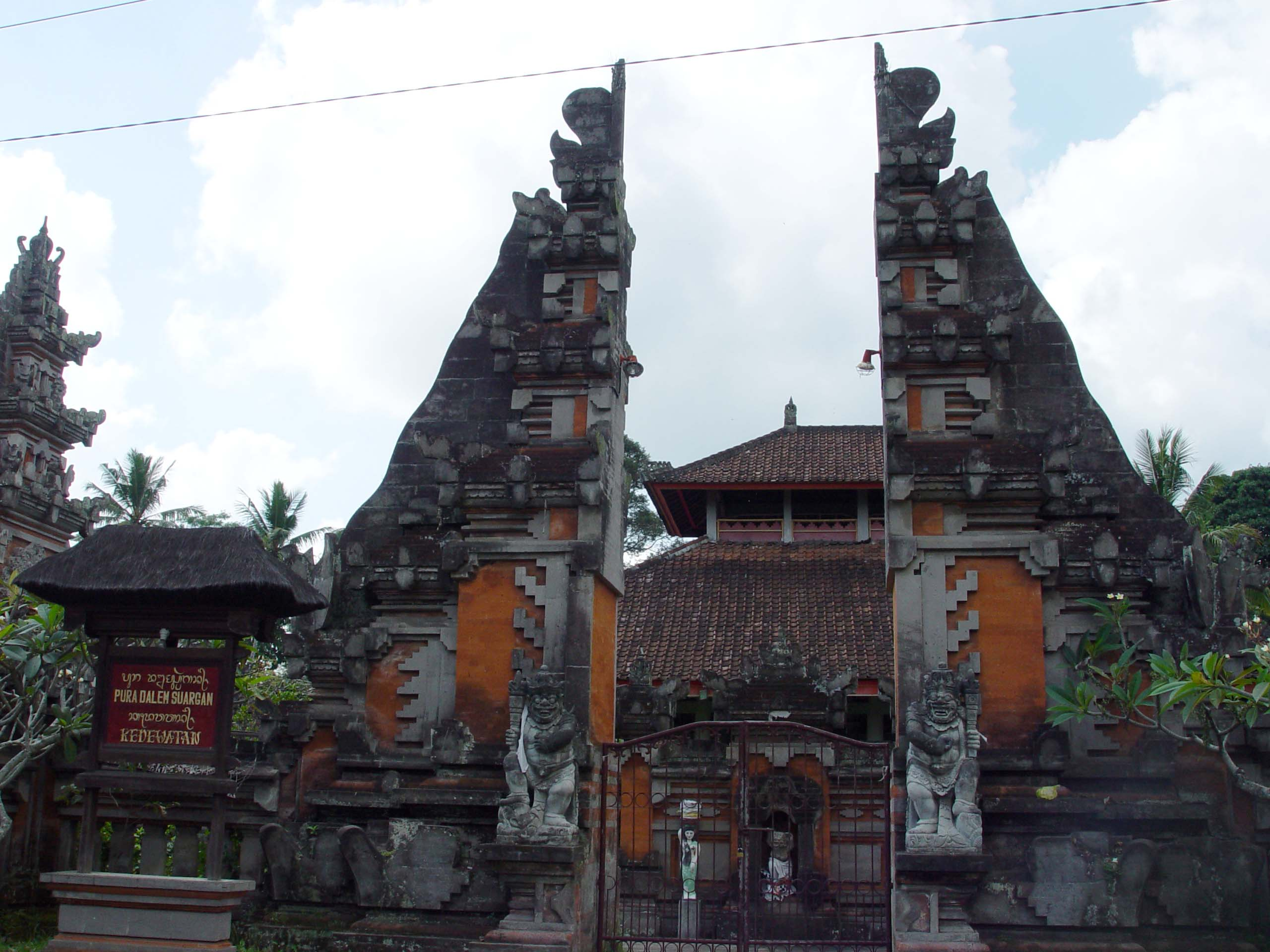
ダレム・スアルガン寺院
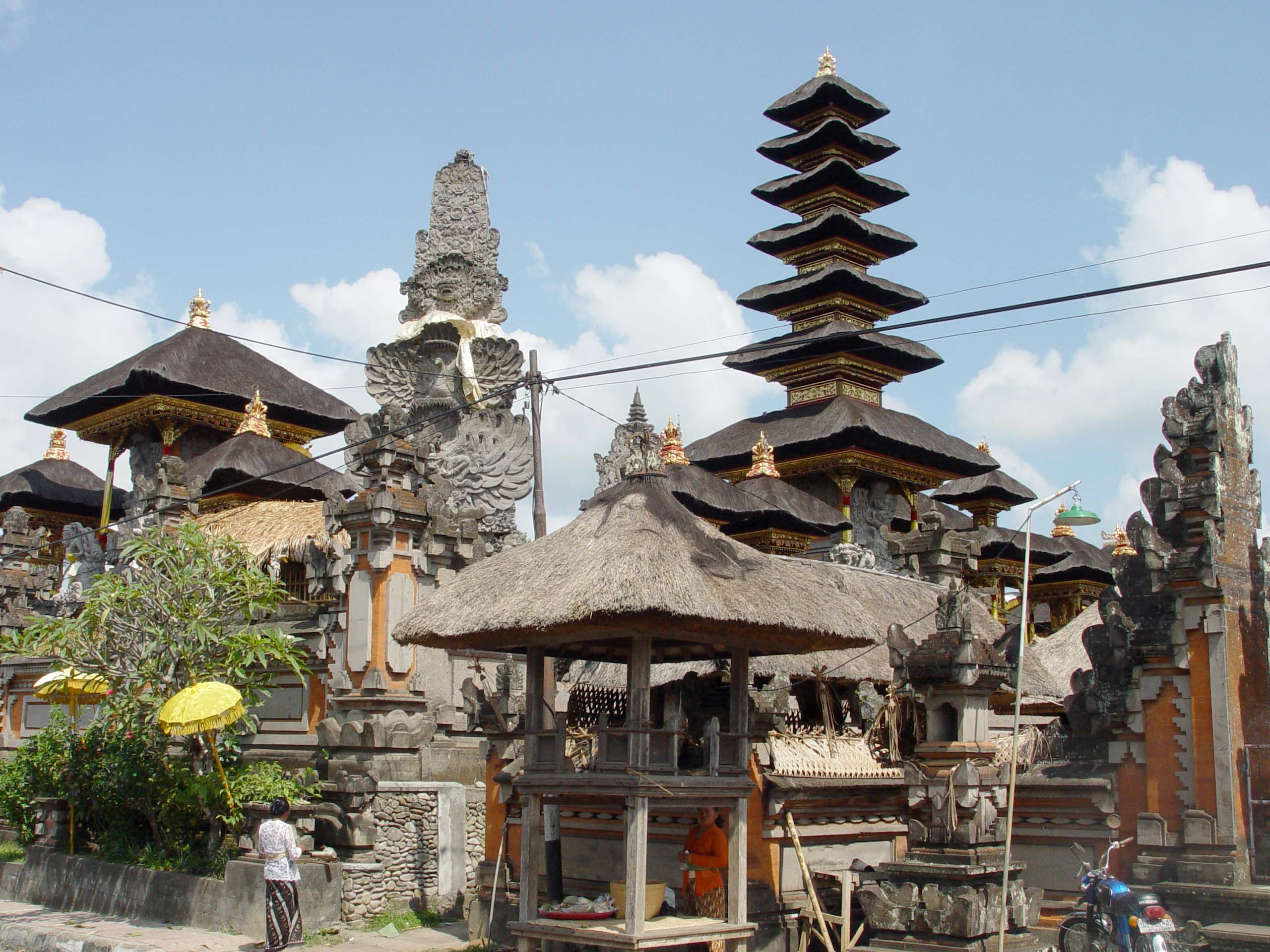
デサ・ラン・プセー寺院
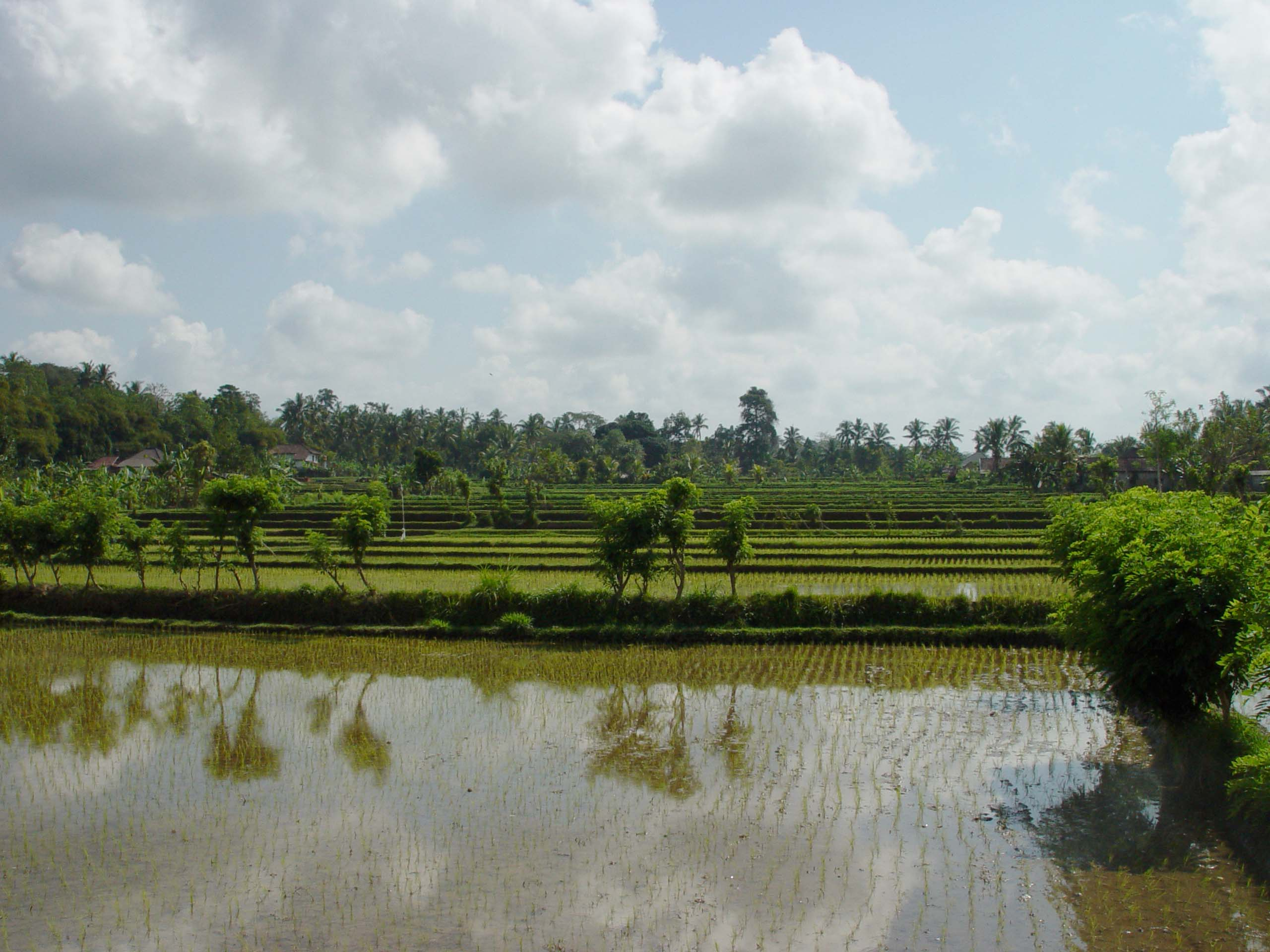
ルンシアカン、ラヤサンギガン通り沿いの田
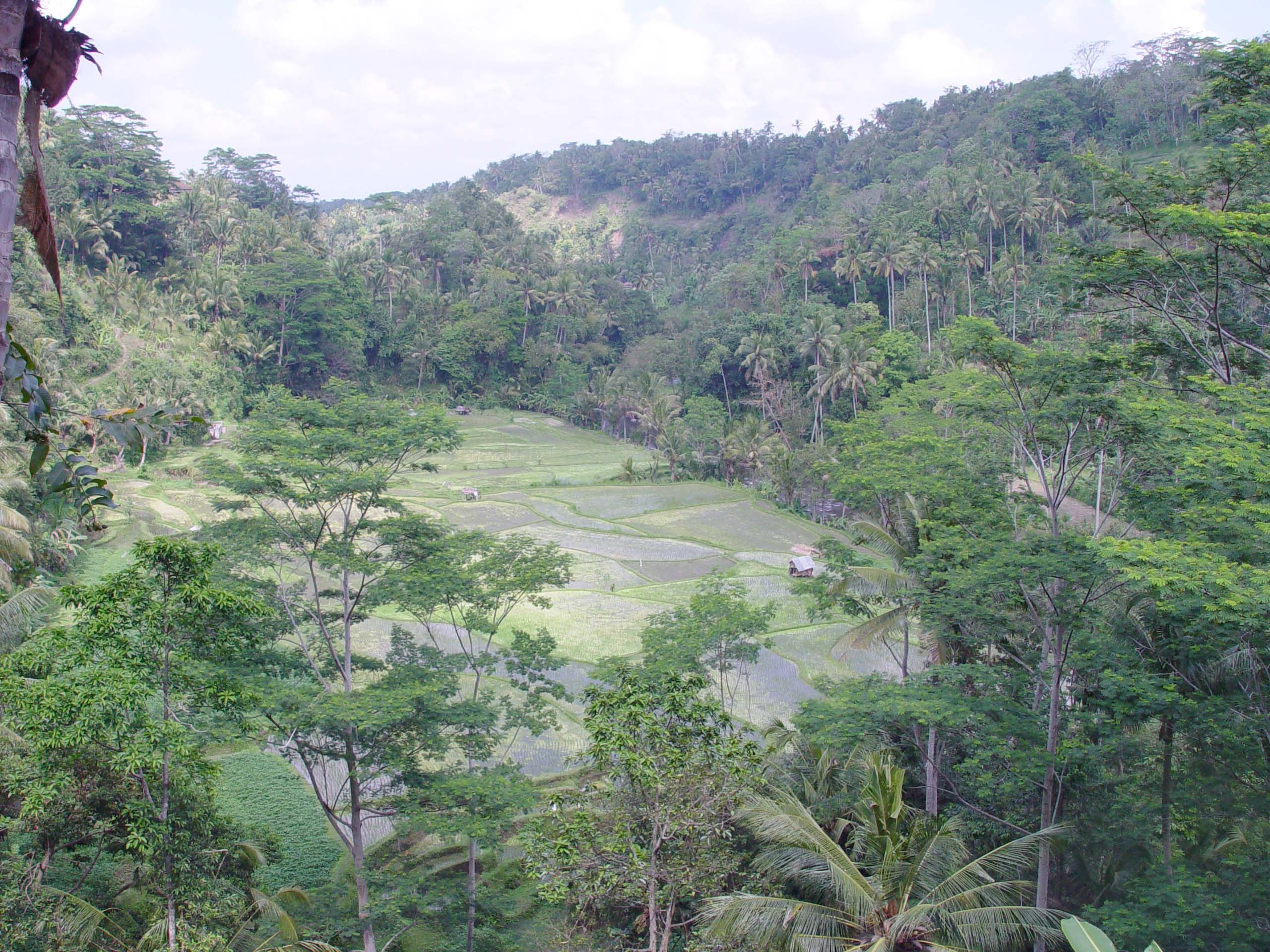
アユン川沿いの棚田
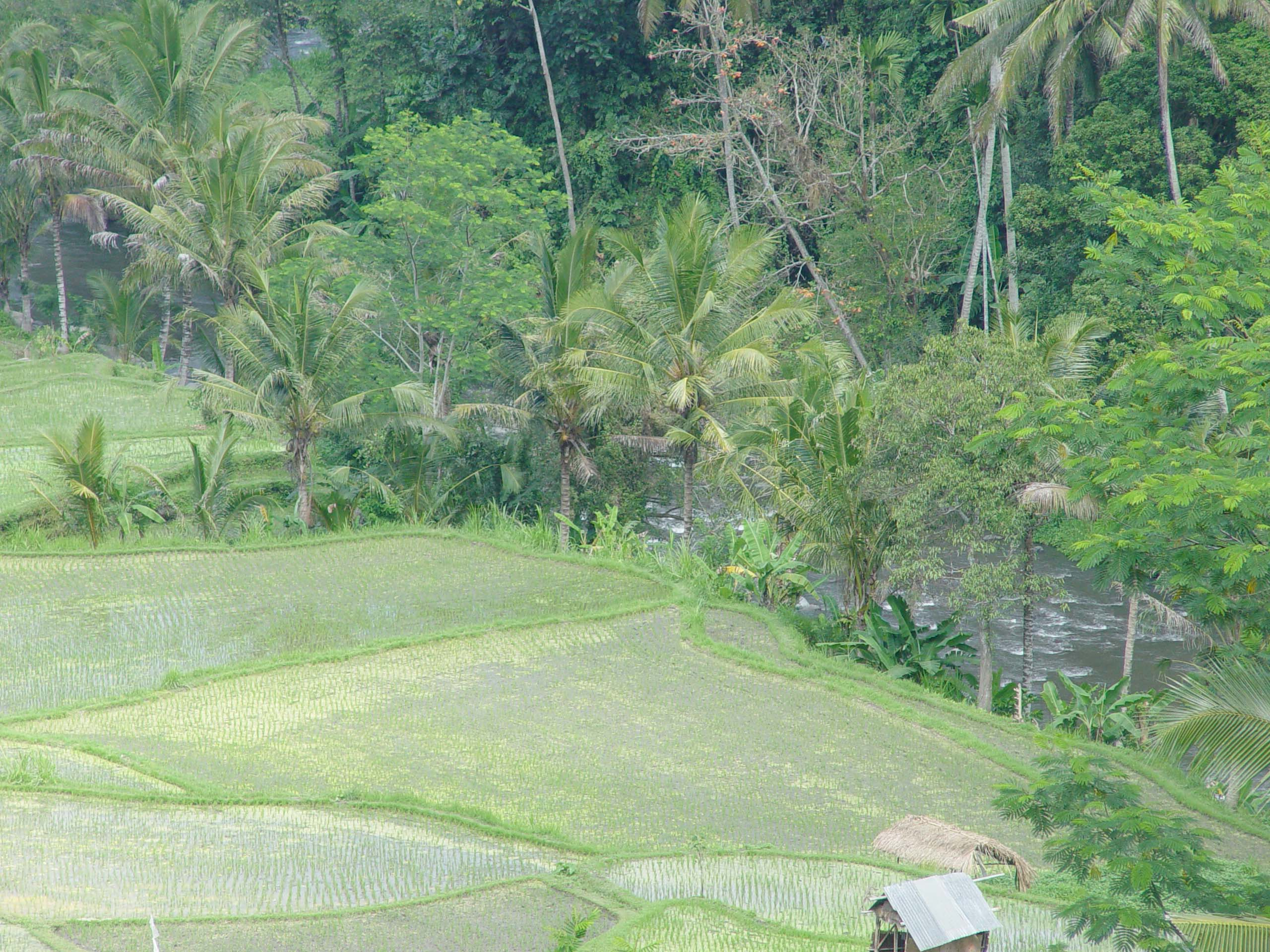
アユン川と棚田